# Enceinte des Fanils
L'enceinte des Fanils est un ouvrage militaire qui se dresse sur l'îlot du mont Saint-Michel, sur la commune éponyme, dans le département français de la Manche, en région Normandie.

## Localisation
L'enceinte est située au sud-ouest de l'îlot du mont sur la commune du Mont-Saint-Michel, dans le département français de la Manche.

## Historique
Partie des fortifications du Mont-Saint-Michel, le site comprenant la tour Gabriel est complété en 1928 par une caserne destinée à abriter les gardiens de la prison ayant investi l'abbaye après la Révolution française.
À l'origine, elle protège une cour où étaient situé les entrepôts de l'abbaye, et d'où on accédait à la grande trémie en maçonnerie et charpente qui permettait de faire monter le ravitaillement au sommet du rocher. Son accès était défendue par une porte fortifiée.

## Description
À l'intérieur de l'enceinte, outre les magasins dans lesquels on conservait les provisions et les munitions, se trouvait également une citerne à filtration.

## Protection
L'ensemble comprenant le mur de l'avancée des Fanils, les restes de la tour des Pêcheurs ou des Fanils, la tour Gabriel ou du Moulin, les courtines adjacentes, les murs de clôture de la cour et de la montée des Fanils jusqu'au point où ils rencontrent l'enceinte de la ville, au pied de l'échauguette du Midi, le mur de défense qui part de la tour Gabriel et se dirige sur la pente du rocher vers la plateforme qui précède l'église abbatiale, est classé au titre des monuments historiques par liste de 1875, délimité par arrêté du 9 mai 1904.

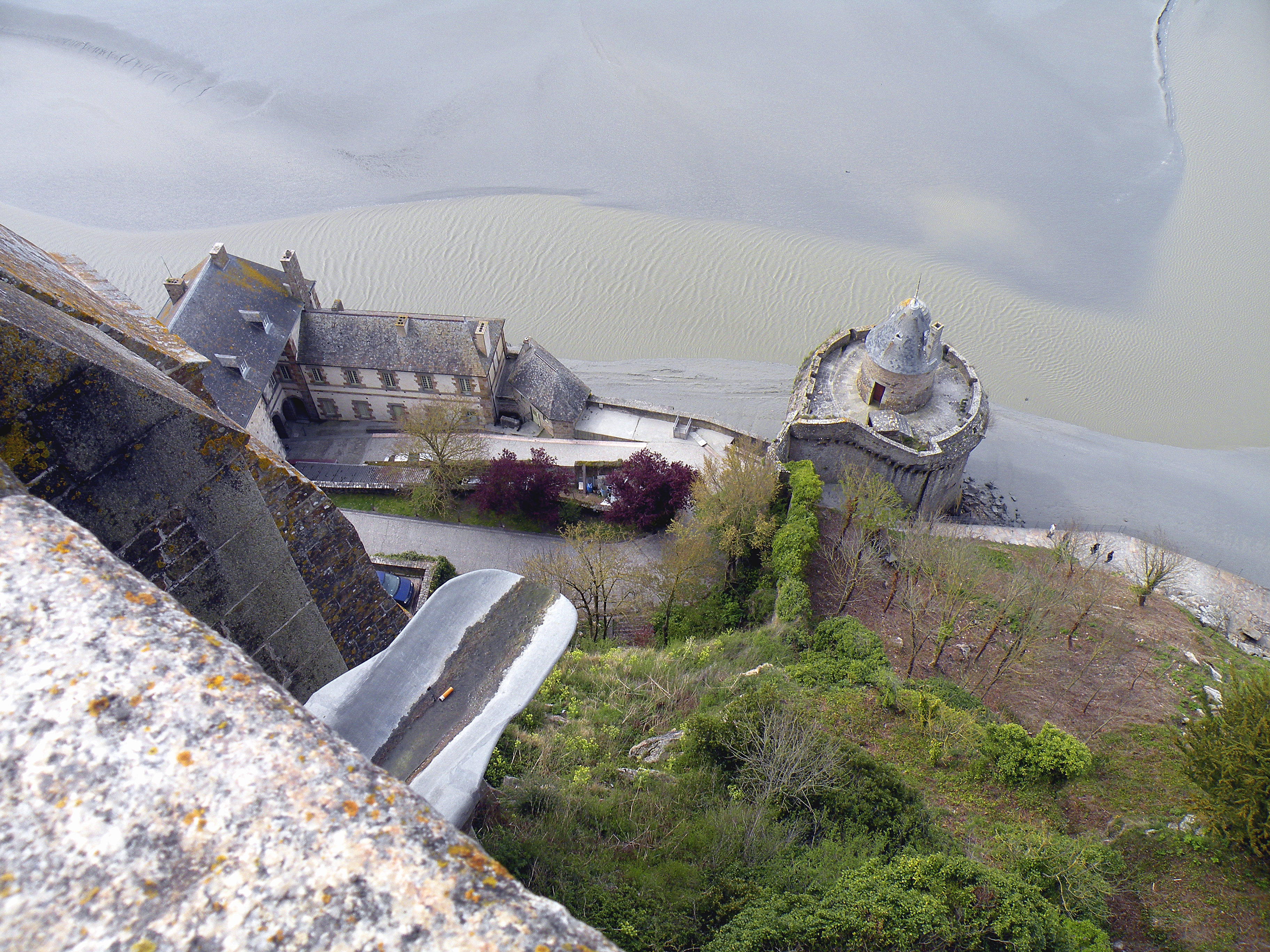
L'enceinte vue de l'abbaye.
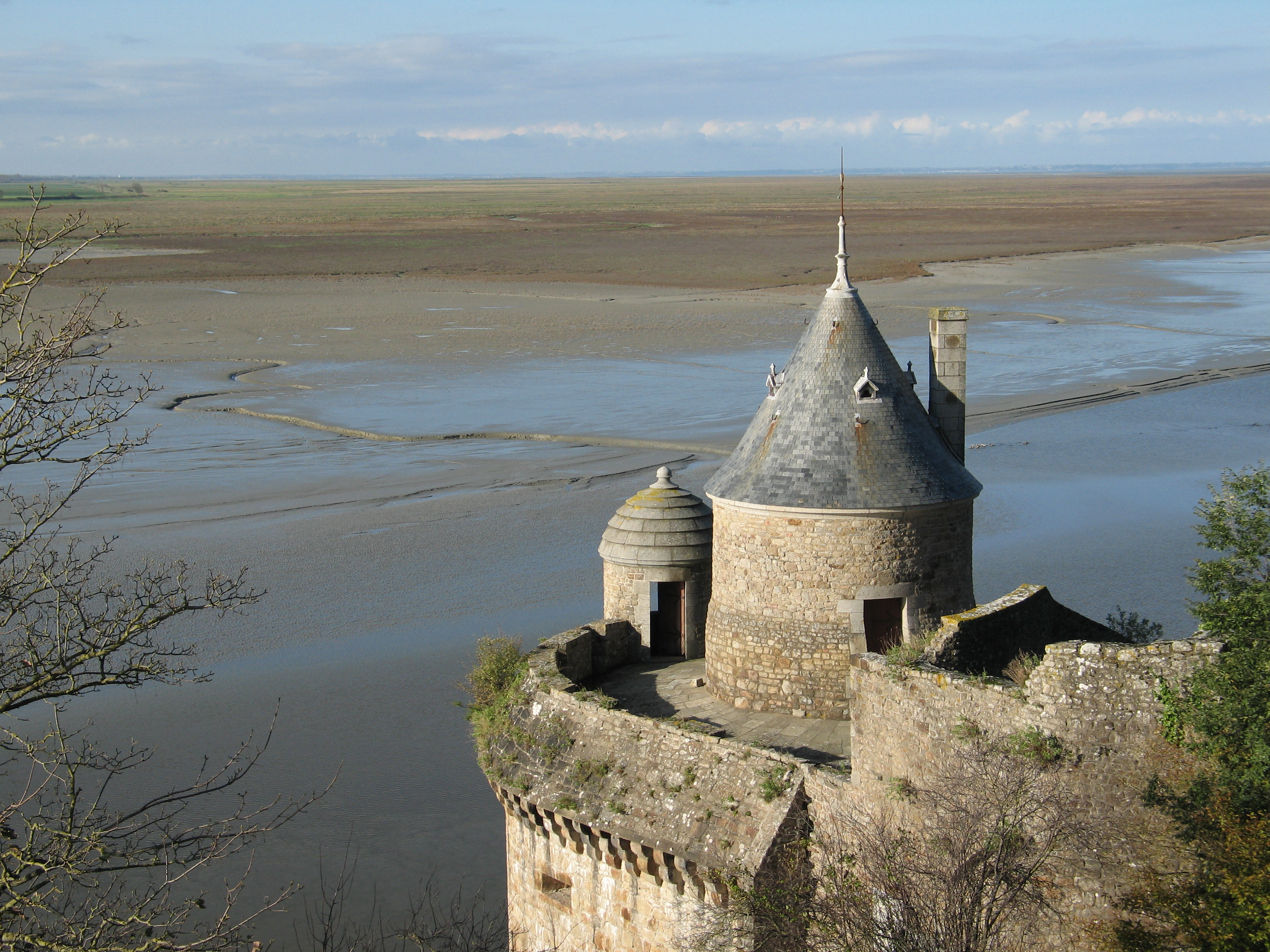
La tour Gabriel.